# Comté de Clay (Indiana)
Pour les articles homonymes, voir Comté de Clay.
Le comté de Clay (anglais : Clay County) est un comté de l'État de l'Indiana, aux États-Unis. Il comptait 26 556 habitants en 2000. Son siège est Brazil.